# Niesamowita Słowiańszczyzna: fantazmaty literatury
Niesamowita Słowiańszczyzna: fantazmaty literatury – książka autorstwa Marii Janion z 2006 roku. W roku 2007 znalazła się na liście finalistów literackiej nagrody Nike. 

## Słowiańska tożsamość
Książka dotyczy Polski i jej słowiańskiej tożsamości. Analizując kulturowe i świadomościowe konsekwencje chrztu Polski, autorka sięga do świadomości pogańskich korzeni naszej historii (Stara baśń Kraszewskiego, motywy wampiryczne u Mickiewicza i inne). Szuka w kulturze i literaturze minionych epok, a także współczesnej, odnośników do słowiańskiego rodowodu Polaków. Zauważa, jak wiele z tych powiązań na przestrzeni dziejów uległo wyparciu, przytacza słowa XIX-wiecznego historyka i etnografa Zoriana Dołęgi-Chodakowskiego: „Od wczesnego polania nas wodą [...] kształcąc się na wzór obcy, staliśmy się na koniec sami sobie cudzymi”. Ta wyparta świadomość pogańsko-słowiańskich korzeni wywarła przemożny wpływ na polską literaturę i tożsamość, stała się źródłem wielu fantazmatycznych obrazów i lęków. Zdarzało się nieraz, że fantazmaty te ulegały przeobrażeniu w panslawistyczne lub nacjonalistyczno-faszystowskie przekonania.

## Wobec innych narodów
Maria Janion odwołuje się do pojęcia orientalizmu, korzystając z modelu stworzonego przez Edwarda Saida, tworzy nową wizję Polski jako państwa postkolonialnego. W tym kontekście analizuje mit Kresów, stosunek Polaków do Rosji i Rosjan (Imperium Ryszarda Kapuścińskiego, Wilczy notes Mariusza Wilka, Wojna polsko-ruska pod flagą biało-czerwoną Doroty Masłowskiej). Pokazuje rozdarcie Polaków pomiędzy Wschodem a Zachodem i zakorzenienie w kręgu wzajemnej niższości i wyższości.